# John Cocks (1er comte Somers)
John Somers Cocks, 1er comte Somers (6 mai 1760 - 5 janvier 1841), connu sous le nom Lord Somers entre 1806 et 1821, est un pair et homme politique britannique.

## Biographie
Il est le fils de Charles Cocks (1er baron Somers) et d'Elizabeth, fille de Richard Eliot. Il fait ses études à Westminster School et au Merton College (Oxford).
Il siège comme député de West Looe entre 1782 et 1784, pour Grampound entre 1784 et 1790 et enfin pour Reigate entre 1790 et 1806. La dernière année, il succède à son père dans la baronnie et entre à la Chambre des lords. En 1817, il est nommé Lord Lieutenant du Herefordshire, poste qu'il occupe jusqu'à sa mort en 1841. En 1821, il est créé comte Somers et vicomte Eastnor, du château d'Eastnor, dans le comté de Hereford, comme titre de courtoisie du fils aîné du comte.

## Famille
Lord Somers s'est marié deux fois. Il épouse sa première épouse, Margaret, fille du révérend Treadway Russell Nash (en), le 19 mars 1785. Ils ont trois fils et une fille. Son fils aîné, Edward Charles Cocks, un officier de l'armée britannique, est tué au siège de Burgos en 1812 pendant la Guerre d'indépendance espagnole.
Après la mort de sa première femme en février 1831, en 1834, il épouse sa cousine germaine Jane, fille de James Cocks et veuve du révérend George Waddington. Ils n'ont pas d'enfants. Somers meurt en janvier 1841, à l'âge de 80 ans. Son deuxième fils, John, lui succède. La comtesse Somers est décédée en novembre 1868.